# 大柏地战斗
大柏地战斗是第一次国共内战期间发生的一次战斗。此战是井冈山革命根据地的红四军为吸引国民革命军主力东出赣南遭遇的一系列失败后背水一战，绝地反击的一场战斗。

## 背景
1928年底，蒋介石撤换朱培德，委任湖南省主席何键为“湘赣两省剿匪代总指挥”，金汉鼎（第31军缩编为第12师）为副总指挥，策划湘赣两省集中6个旅18个团两万多人分兵5路，向井冈山发动第三次“会剿”。毛泽东、朱德率领红四军主力第二十八团、第三十一团及军直属队三千六百余人撤离湘赣边界，出击赣南，其目的：
- 吸引进行"会剿"之敌军的注意力，减轻对井冈山的军事压力；
- 改善部队的供给，解决根据地内日趋严重的经济问题。

红四军沿赣粤边界的深山老林行走，风餐露宿，处境十分艰难，沿途还遭遇敌李文彬旅和刘士毅旅的围追堵截，屡次陷入险境。在大余县，与李文彬旅激烈交火时，红二十八团党代表何挺颖身负重伤，后在转移途中不治身亡。在安远县孔田镇摆脱了李文彬旅的夹击后，红四军连夜向寻乌转移。在寻乌吉潭圳下村，又遭刘士毅部偷袭，伤亡很大，朱德的妻子伍若兰在此战受伤被俘（后在赣州被何键下令斩首）。在福建武平和江西会昌边境的罗塘，红四军再次遭到刘士毅部的阻击，再次出现大面积伤亡，不得不继续撤退。在到达大柏地之前，离开井冈山时尚有3,600余人的红四军算上500余名伤员在内仅有2,500余人尚可作战。
2月8日晚，红四军特务营二连连长张宗逊和毛泽东妻子贺子珍指挥一支侦察小分队潜入了瑞金县城邮局拿到了最近几日的报纸，得知追赶他们的是刘士毅赣军第15旅的第29、30团。此时的红军已经人困马乏，无力再逃，遂决定背水一战。随后，中共红四军前线委员会决定，乘第15旅孤军冒进之机，利用大柏地以南两侧谷地的有利地形，采取诱敌深入后伏击的手段将其歼灭。

## 过程
2月10日下午两点左右，追敌刘士毅第十五旅先头部队在黄柏与大柏地的界山龙角山同我军接上了火。红28团2营营长萧克和党代表胡世俭命部队故意将行李摆放在路边，与敌人打一阵，退一阵，佯装败退，将敌人引入杏坑（即前村）附近麻子坳红军布下的口袋。
次日凌晨，大雾、细雨，能见度极低。上午9时左右，刘士毅所部全部钻进了红军设的伏击圈。当进至杏坑北侧时，红军开始反击。二十八团三营由右翼迂回，三十一团三营由左翼攻击。10时许，敌人继续向大柏地前进。这时，二十八团二营加入了战斗，从正面攻击敌人。二十八团三营迂回到杏坑南侧的茶亭岽，歼灭了国军第30团团部，截断了敌人的退路。朱德见时机已到，一声令下，红军向国军发起猛烈进攻。但是红军毕竟子弹少，沿途又有损无补，火力薄弱，逐渐陷入僵持局面。
生死关头，朱德指挥伏在半山坡作为总预备队的独立营和直属队向山下猛冲。平时很少摸枪的毛泽东也大臂一挥高呼道：“所有还能走动的战士，都随我一起上！”他随即拿起一把枪，带着警卫排向敌军阵地冲锋。双方近身后在泥地反复肉搏，弹尽粮绝的红军以树枝、石块、刺刀与枪托等物与国军死战不退。最终，红军歼灭刘士毅第15旅两个团大部，包括俘虏800余人，缴获步枪800余支，机关枪6挺。

## 后续意义
大柏地之战是红军东出赣南以来的首场胜仗，也是红军早年为化解覆灭危机（此战中文人出身且平时很少摸枪的毛泽东也亲临前线直接参与肉搏战，足见危机的紧迫性）背水一战后绝处逢生的一仗。
1929年9月，陈毅在给中共中央的报告中认为大柏地之战是“红军成立以来最有荣誉之战”。
1931年11月7日，中华苏维埃共和国在瑞金宣告成立，随即定都瑞金。四年后的1933年夏，已经被削去兵权的时任中华苏维埃共和国临时中央政府主席的毛泽东再次来到自己曾经作战的大柏地，创作了《菩萨蛮·大柏地》。

## 註解
1. ↑  其中还有500余伤员